# Joachim Yhombi-Opango
Jacques Joachim Yhombi-Opango (Owando, 12 de enero de 1939-París, 30 de marzo de 2020) fue un político de la República del Congo, presidente de la República desde abril de 1977 hasta febrero de 1979 y primer ministro desde junio de 1993 hasta agosto de 1996. Militar de profesión, fue oficial del ejército congoleño y se convirtió en el primer general del país.

## Biografía
Formó parte del Buró Político del Partido Congoleño del Trabajo (PCT). Desde 1990 hasta 1997, y nuevamente desde 2007 hasta su muerte,  fungió como presidente del partido político Concentración para la Democracia y el Desarrollo (RDD). Se presentó a las elecciones presidenciales de 1992 representando a esta formación, obteniendo el 3,6 % de los votos.
De 1997 a 2007 se vio obligado a exiliarse en Costa de Marfil.
Falleció a los 91 años en un hospital de la capital francesa el 30 de marzo de 2020 a causa de la enfermedad COVID-19.